# Pinon Pines Estates
Pinon Pines Estates – obszar niemunicypalny w hrabstwie Kern, w Kalifornii (Stany Zjednoczone), w paśmie San Emigdio Mountains na wysokości 1695 m.